# Hightown (Hampshire)
Pour les articles homonymes, voir Hightown.
Hightown est un village dans le New Forest, dans le comté du Hampshire, en Angleterre.

## Vue d'ensemble
La ville la plus proche est Ringwood qui se situe à environ 1,3 km au nord-ouest du village.
Hightown est situé au sud-est de Ringwood à une altitude de 60 m. 
Le village chevauche la frontière du parc national New Forest. Il dispose d'une auberge au toit de chaume, sur Crow lane, The Elm Tree qui fait référence à un orme aujourd'hui disparu.
L'auberge est le lieu de rencontre mensuel du Wessex Hang, club de vol à voile et de parapente.
À l'est du village, se trouve Hightown Common. Cette parcelle de terre de 16 ha a été acquise par l'Open Spaces Society en 1929, en mémoire de George Shaw-Lefevre, 1er baron Eversley qui a fondé la société. Le terrain a été cédé au National Trust, il s'y trouve un banc commémoratif, conçu par l'architecte Elisabeth Scott.